# پالیاچی
پالیاچی (به ایتالیایی: Pagliacci؛ به معنی «دلقک‌ها») یک اپرای ایتالیایی است که در یک پیش گفتار و با دو عمل با موسیقی و لیبرتویی از روجرو لئونکاوالو اجرا می‌شود. این تنها اپرای این آهنگساز است که هنوز هم به‌طور گسترده اجرا می‌شود. شرکت‌های اپرایی غالباً پالیاچی را با کاوالریا روستیکانا توسط پیترو ماسکانی به روی صحنه برده‌اند.
پالیاچی برای نخستین بار در تئاتر دل ورمه در میلان در ۲۱ مه ۱۸۹۲ به سرپرستی آرتورو توسکانینی، با حضور آدلینا استیل در نقش ندا، فیورلو ژیرو در نقش کانیو، ویکتور مورل در نقش تونیو و ماریو آنکونا در نقش سیلویو به نمایش درآمد. نلی ملبا بلافاصله پس از اکران ایتالیایی در سال ۱۸۹۳ در لندن نقش ندا را بازی کرد و در ۱۵ ژوئن ۱۸۹۳ نیز با بازی آگوستینو مونتگریفو در نقش کانیو در نیویورک ارائه شد.

## تشکیل
در حدود سال ۱۸۹۰، هنگامی که نمایش کاوالریا روستیکانا پیترو ماسکانی برای اولین بار به نمایش درآمد، لئونکاوالو آهنگساز کمترشناخته‌شده‌ای بود. او پس از دیدن موفقیت ماسکانی، تصمیم گرفت که در پاسخ اپرا بنویسد: یک عمل ساخته شده در سبک وریسمو.
لئونکاوالو نوشت که داستان پالیاچی را بر اساس یک حادثه از کودکی خود بنا نهاد: قتلی در سال ۱۸۶۵، قربانی آن خدمتکار خانواده لئونکاوالو به نام گائتانو اسکاولو بود. قاتل گائتانو دالساندرو با همدستی برادرش لوئیجی بود. این حادثه ناشی از مجموعه‌ای از عقده‌های عاشقانه شامل اسکاورلو، لوئیجی دالساندرو و یک دختر روستایی بود که هر دو مرد شیفته او بودند. پدر لئونکاوالو، قاضی و رئیس دادگاه تحقیقات جنایی بود.
نویسنده فرانسوی، کاتول مندس، با اطلاع از طرح لیبرتو لئونکاوالو در ترجمه فرانسوی آن در سال ۱۸۹۴، فکر کرد که این نمایشنامه با بازی درون نمایشنامه و دلقک قاتل همسرش شبیه نمایشنامه همسر تابارین در سال ۱۸۸۷ است. مندس از لئونکاوالو به جرم سرقت ادبی شکایت کرد. آهنگساز نسبت به بازی مندس اظهار بی اطلاعی کرد. بعداً برخلاف اتهاماتی وارد شد که نمایش مندس شبیه بازی یک درام جدید (۱۸۶۷) دون مانوئل دامایو وی بائوس است. مندس دادخواست خود را رد کرد. با این حال، محقق ماتئو سانسون گفته‌است که، چون لئونکاوالو دانشجوی برجسته فرهنگ فرانسه بود و از ۱۸۸۲ تا ۱۸۸۸ در پاریس زندگی می‌کرد، فرصت کافی برای مواجهه با آثار هنری و موسیقی جدید فرانسه را داشت. این شامل بازی مندس، نسخه دیگری از همسر تابارین ساخته پاول فریر، و تابارین، اپرایی ساخته امیل پسارد که براساس بازی فری ساخته شده بود. سانسون در مورد بسیاری از موارد تشابه بین نسخه‌های مندس، فریر و پسارد از داستان تابارین و پالیاچی توضیحاتی داده‌است و خاطرنشان کرد که لئونکاوالو عمداً هر نوع ارتباط بین اپرای خود و این آثار قبلی فرانسه را به حداقل می‌رساند.
لئونکاوالو در اصل عنوان داستان خود را ایل پالیاچیو (دلقک) عنوان کرد. باریتون، ویکتور مورل، که به عنوان اولین تونیو انتخاب شد، از لئونکاوالو درخواست کرد عنوان را از حالت مفرد به جمع پالیاچی تغییر دهد.

## نقش‌ها
| نقش                       | نقش در کمدیا دلآرته                | گونه‌های صدا |
| ------------------------- | ---------------------------------- | ----------- |
| چانیورئیس دسته            | پالیاچیو (پیروت)، شوهر کلمبینا     | تنور        |
| ندا، زن چانیو عاشق سیلویو | کلمبینا، زن پالیاچیو، عاشق آرلکینو | سوپرانو     |
| تونیو احمق                | تادئو، خدمتکار کلمبینا             | باریتون     |
| بپه (پپه) بازیگر          | آرلکینو، عاشق کلمبینا              | تنور        |
| سیلویو عاشق ندا           |                                    | باریتون     |
| گروه کر روستاییان         |                                    |             |